# Tomari-te

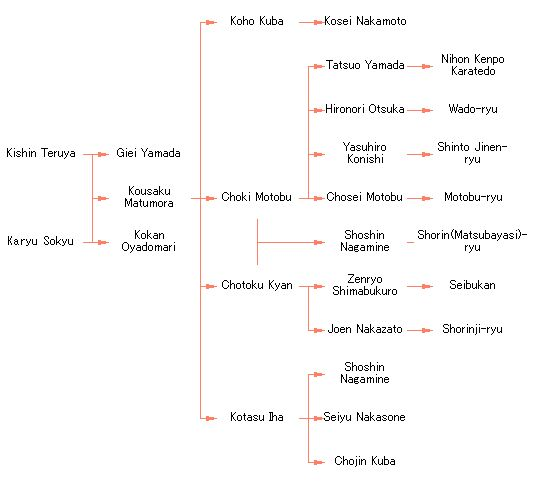
Tomari-te - genealogi

Tomari-te betraktas som en av de tre à fyra "ursprungliga karatestilarna". 
De andra är Shuri-te, Naha-te och Uechi-te. Tomari-te var karate som man gjorde den i trakten runt Tomari, en ort på ön Okinawa. 

## Framstående Tomari-te mästare från Okinawa
- Matsumora Kōsaku
- Oyadomari Kokan
- Yamazato Gikei
- Motobu Chōki
- Kyan Chōtoku

## Teknik
Tomari-te blandar element från såväl Shuri-te och Naha-te.

### Viktigakata
- Ananku
- Naihanchi (Koshiki)
- Rōhai
- Tomari Bassai
- Wankan
- Wanshū

### Moderna efterföljare
Efterföljande stilar av Tomari-te inbegriper Motobu-ryū, Shōrin-ryū, Shōrinji-ryū, Gohaku-Kai och Matsumora-ryū Kōtokukai. Matsubayashi-ryu är kanske den mest renodlade Tomari-stilen.